# 1850 dans les chemins de fer
Chronologie des chemins de fer
1849 dans les chemins de fer - 1850 - 1851 dans les chemins de fer

## Évènements

### Janvier
- 1er janvier, France : inauguration de la section Chauny-Tergnier du chemin de fer de Creil à Saint-Quentin (compagnie du Nord).

### Mai
- 23 mai, France : inauguration de la section Tergnier-Saint-Quentin du chemin de fer de Creil à Saint-Quentin (compagnie du Nord).

### Juillet
- 10 juillet, France : ouverture au trafic voyageur de la ligne de Metz à Nancy, sans inauguration officielle[1].

## Statistiques
- France continentale : 3 083 km de voies ferrées, chemins de fer d'intérêt général et local, chemins de fer industriels et tramways, sont en exploitation[2].

## Naissances
- x

## Décès
- x